# (11887) Echemmon
(11887) Echemmon (1990 TV12) – planetoida z grupy trojańczyków okrążająca Słońce w ciągu 11,83 lat w średniej odległości 5,19 j.a. Odkryta 14 października 1990 roku.